# Carlacia Grant
Carlacia Grant (* 18. Januar 1991 in New Haven, Connecticut) ist eine US-amerikanische Schauspielerin. Sie wurde durch ihre Rolle als Cleo in der Netflixserie Outer Banks bekannt.

## Leben
Carlacia Grant wurde in New Haven, Connecticut, geboren. Ihre Eltern kommen aus der Karibik, sie hat haitianische Wurzeln durch ihre Mutter und jamaikanische durch ihren Vater. Angefangen hat Grant das Schauspielern in einem Sommer-Camp, als sie 13 Jahre alt war. Später zog sie mit ihrer Familie in den Süden Floridas. Sie begann ein Studium an einem College, das sie jedoch abbrach, um für Schauspieljobs nach New York City zu gehen. Im Anschluss an Aufenthalte in Atlanta und New Orleans ließ sie sich schließlich in Los Angeles nieder.
Ihr Fernsehdebüt hatte Grant 2016 auf History in einer Neuauflage der Miniserie Roots, in welcher sie Irene spielte. Im November 2020 sprach sie für die Serie Outer Banks vor und bekam im nächsten Jahr die Rolle als die von den Bahamas stammende Cleo. Sie spielt in Staffel 2, 3 und 4 mit.

## Filmografie (Auswahl)
- 2016: Roots (Fernsehserie, 1 Folge)
- 2016: Game of Silence (Fernsehserie, 4 Folgen)
- 2016–2017: Greenleaf (Fernsehserie, 8 Folgen)
- 2019: Headlines (Kurzfilm)
- 2021: The Resident (Fernsehserie, 1 Folge)
- 2021: Apollyon
- 2021–2024: Outer Banks (Fernsehserie, 25 Folgen)
- 2022: Bae Night: The Little Black Book